# Campeonato Mundial de Judô de 1987
O Campeonato Mundial de Judô 1987 foi realizado de 19 à 22 de novembro na cidade de Essen, Alemanha Ocidental.
Foi o primeiro campeonato de Judô com disputas das categorias masculino e feminino simultaneamente.

## Resultados

### Masculino
| Evento         | Ouro                               | Prata                           | Bronze                                                   |
| -------------- | ---------------------------------- | ------------------------------- | -------------------------------------------------------- |
| Até 60 kg      | Kim Jae-Yup Coreia do Sul          | Shinji Hosokawa · Japão         | Kevin Asano · Estados Unidos · Patrick Roux · França     |
| Até 65 kg      | Yosuke Yamamoto · Japão            | Yury Sokolov · União Soviética  | Tamas Bujko · Hungria · Janusz Pawlowski · Polónia       |
| Até 71 kg      | Mike Swain · Estados Unidos        | Marc Alexandre · França         | Kerrith Brown · Reino Unido · Toshihiko Koga · Japão     |
| Até 78 kg      | Hirotaka Okada · Japão             | Bashir Varaev · União Soviética | Lee Koai-Hwa · Coreia do Sul · Waldemar Legien · Polónia |
| Até 86 kg      | Fabien Canu · França               | Pak Chol-Jong · Coreia do Norte | Masao Murata · Japão · Densign White · Reino Unido       |
| Até 95 kg      | Hitoshi Sugai · Japão              | Theo Meijer · Países Baixos     | Ha Hyoung-Zoo · Coreia do Sul · Aurélio Miguel · Brasil  |
| Acima de 95 kg | Grigori Verichev · União Soviética | Mohamed Rashwan · Egito         | Jochen Placa · Alemanha · Xu Guoqing · China             |
| Aberto         | Naoya Ogawa · Japão                | Elvis Gordon · Reino Unido      | Jorge Fis Castro · Cuba · Henry Stohr · Alemanha         |

### Feminino
| Evento         | Ouro                           | Prata                         | Bronze                                                               |
| -------------- | ------------------------------ | ----------------------------- | -------------------------------------------------------------------- |
| Até 48 kg      | Li Zhongyun · China            | Fumiko Esaki · Japão          | Chou Yu-Ping · Taipé Chinesa · Jessica Gal · Países Baixos           |
| Até 52 kg      | Sharon Rendle · Reino Unido    | Kaori Yamaguchi · Japão       | Dominique Brun · França · Giungi Alessandra · Itália                 |
| Até 56 kg      | Catherine Arnaud · França      | Suzanne Williams · Austrália  | Ann Hughes · Reino Unido · Regina Philips · Alemanha                 |
| Até 61 kg      | Diane Bell · Reino Unido       | Lynn Roethke · Estados Unidos | Noriko Mochida · Japão · Boguslawa Olechnowisz · Polónia             |
| Até 66 kg      | Alexandra Schreiber · Alemanha | Brigitte Deydier · França     | Roswitha Hartl · Áustria · Hikari Sasaki · Japão                     |
| Até 72 kg      | Irene de Kok · Países Baixos   | Ingrid Berghmans · Bélgica    | Barbara Classen · Alemanha · Yoko Tanabe · Japão                     |
| Acima de 72 kg | Gao Fenglian · China           | Regina Sigmund · Alemanha     | Margaret Castro · Estados Unidos · Angelique Seriese · Países Baixos |
| Aberto         | Gao Fenglian · China           | Ingrid Berghmans · Bélgica    | Karin Kutz · Alemanha · Isabelle Paque · França                      |

## Quadro de Medalhas
| Ordem | País              |   |   |   |    |
| 1     | Japão             | 4 | 3 | 5 | 12 |
| 2     | China             | 3 |   | 1 | 4  |
| 3     | França            | 2 | 2 | 3 | 7  |
| 4     | Grã-Bretanha      | 2 | 1 | 3 | 6  |
| 5     | União Soviética   | 1 | 2 |   | 3  |
| 6     | Alemanha          | 1 | 1 | 4 | 6  |
| 7     | Estados Unidos    | 1 | 1 | 2 | 4  |
| 7     | Países Baixos     | 1 | 1 | 2 | 4  |
| 9     | Coreia do Sul     | 1 |   | 2 | 3  |
| 10    | Bélgica           |   | 2 |   | 2  |
| 11    | Áustria           |   | 1 | 1 | 2  |
| 12    | Coreia do Norte   |   | 1 |   | 1  |
| 12    | Egito             |   | 1 |   | 1  |
| 14    | Polónia           |   |   | 3 | 3  |
| 15    | Hungria           |   |   | 1 | 1  |
| 15    | Brasil            |   |   | 1 | 1  |
| 15    | Cuba              |   |   | 1 | 1  |
| 15    | Alemanha Oriental |   |   | 1 | 1  |
| 15    | Itália            |   |   | 1 | 1  |
| 15    | Taipé Chinesa     |   |   | 1 | 1  |